# Le Défi (film allemand, 2002)
Pour les articles homonymes, voir Le Défi.
Pour plus de détails, voir Fiche technique et Distribution.
Le Défi (Nackt) est un film allemand réalisé par Doris Dörrie et sorti en 2002.

## Synopsis
Trois couples ayant la trentaine se retrouvent pour une soirée. Ils se lancent le défi de pouvoir reconnaître leur partenaire les yeux bandés, uniquement par le toucher,.

## Fiche technique
- Titre original : Nackt
- Titre anglais : Naked
- Réalisation : Doris Dörrie
- Scénario : Doris Dörrie
- Genre : Comédie dramatique
- Photographie : Frank Griebe
- Pays de production :  Allemagne
- Musique : Liquid Loop, Ivan Hájek[3]
- Montage : Inez Regnier
- Durée : 100 minutes
- Date de sortie : 
  - Allemagne : 2002

## Distribution
- Heike Makatsch: Emilia
- Benno Fürmann: Felix
- Alexandra Maria Lara: Annette
- Jürgen Vogel: Boris
- Nina Hoss: Charlotte
- Mehmet Kurtuluş: Dylan

## Distinctions
- 2003 : Meilleur film aux German Film Awards
- 2003 : Meilleur acteur pour Jürgen Vogel aux Golden Camera[4]